# Marko Tomićević
Marko Tomićević –en serbio, Марко Томићевић–  (Novi Sad, 19 de abril de 1990) es un deportista serbio que compite en piragüismo en la modalidad de aguas tranquilas.
Participó en los Juegos Olímpicos de Río de Janeiro 2016, obteniendo una medalla de plata en la prueba de K2 1000 m. Ha ganado cuatro medallas en el Campeonato Mundial de Piragüismo, en los años 2014 y 2018, y tres medallas en el Campeonato Europeo de Piragüismo entre los años 2016 y  2018.

## Palmarés internacional
| Juegos Olímpicos   | Juegos Olímpicos            | Juegos Olímpicos  | Juegos Olímpicos |
| Año                | Lugar                       | Medalla           | Competición      |
| ------------------ | --------------------------- | ----------------- | ---------------- |
| 2016               | Río de Janeiro (Brasil)     | Medalla de plata  | K2 1000 m        |
| Campeonato Mundial |                             |                   |                  |
| Año                | Lugar                       | Medalla           | Competición      |
| 2014               | Moscú (Rusia)               | Medalla de bronce | K2 1000 m        |
| 2015               | Milán (Italia)              | Medalla de bronce | K2 1000 m        |
| 2017               | Račice (República Checa)    | Medalla de oro    | K2 1000 m        |
| 2018               | Montemor-o-Velho (Portugal) | Medalla de bronce | K2 1000 m        |
| Campeonato Europeo |                             |                   |                  |
| Año                | Lugar                       | Medalla           | Competición      |
| 2016               | Moscú (Rusia)               | Medalla de bronce | K2 1000 m        |
| 2017               | Plovdiv (Bulgaria)          | Medalla de plata  | K2 1000 m        |
| 2018               | Belgrado (Serbia)           | Medalla de oro    | K2 1000 m        |